# Salvatore Cascio
Salvatore Cascio (auch Totò Cascio; * 8. November 1979 in Palazzo Adriano) ist ein italienischer Schauspieler.

## Werdegang
Cascio ist der Sohn eines sizilianischen Autohändlers. Nach ersten Fernsehauftritten in der Maurizio Costanzo Show erlangte er mit seiner Filmrolle in Cinema Paradiso schlagartig Bekanntheit. Für seine Rolle als Kind „Totò“, dem der alte Filmvorführer seine Liebe zum Kino vermitteln kann, die er mit unwiderstehlicher Sympathie und köstlicher Mimik ausfüllte. Er gewann dafür den britischen Filmpreis BAFTA.
Weitere drei Jahre lang war Cascio recht aktiv und gefragt, konnte an seinen früheren Erfolg aber nicht mehr anknüpfen. Bis auf wenige Ausnahmen konzentrierte er sich ab 1992 daher wieder auf sein Privatleben und seine Ausbildung. Cascio führt in seiner Heimatstadt das Restaurant „L’Oscar dei Sapori“.

## Filmografie (Auswahl)
- 1988: Cinema Paradiso (Nuovo cinema Paradiso)
- 1989: Spatzi, Fratzi & Co. (C'era un castello con 40 cani)
- 1990: Allen geht’s gut (Stanno tutti bene)
- 2005: Padre Speranza – Mit Gottes Segen (Padre Speranza) (Fernsehfilm)